# NGC 6931
NGC 6931 ist eine Spiralgalaxie vom Hubble-Typ Sb im Sternbild Steinbock auf der Ekliptik. Sie ist schätzungsweise 274 Millionen Lichtjahre von der Milchstraße entfernt.
Das Objekt wurde am 4. Juni 1886 von Francis Leavenworth entdeckt.